# Muzaffarpur
Muzaffarpur (Hindi मुज़फ्फरपुर) ist eine Stadt im indischen Bundesstaat Bihar.
Muzaffarpur befindet sich in der nordindischen Ebene am rechten Flussufer des Burhi Gandak, eines linken Nebenflusses des Ganges. Der im 18. Jahrhundert gegründete Ort trägt seinen Namen nach dem Gründer Muzaffar Khan, einem Steuereintreiber der Britischen Ostindien-Kompanie. Die Stadt bildet den Verwaltungssitz des gleichnamigen Distrikts. Muzaffarpur liegt 60 km nordnordöstlich von Patna. Muzaffarpur ist eine Municipal Corporation (Nagar Nigam). Die Stadt ist in 49 Wards gegliedert. Beim Zensus 2011 betrug die Einwohnerzahl knapp 355.000.
Muzaffarpur liegt an der nationalen Fernstraße NH 22, die von Patna zur nepalesischen Grenze führt.
Außerdem verbindet die nationale Fernstraße NH 27 Muzaffarpur mit dem 50 km weiter östlich gelegenen Darbhanga.
Am Ort gibt es einige Industrien, darunter eine chemisch-pharmazeutische Fabrik des staatlichen Unternehmens Indian Drugs and Pharmaceuticals (IDPL) mit Produktionsstätte für organisch-chemische Grundchemikalien sowie Makrolid-Antibiotika. Das frühere Waggonwerk der staatlichen Bharat Wagon and Engineering wurde 2017 wegen Unwirtschaftlichkeit geschlossen.

## In Muzaffarpur geboren
Arthur Anthony Macdonell, 1854–1930, britischer Sanskritist.